# Maurizio Lanzaro
Maurizio Lanzaro (Avellino, Italia, 14 de marzo de 1982) es un futbolista italiano. Actualmente entrena en el Racing Zaragoza Juvenil Preferente en la provincia de Zaragoza (España). Es recordado en España por su paso por el Real Zaragoza.

## Trayectoria
Originario de San Paolo Bel Sito (Nápoles), aunque nacido en Avellino, fue fichado muy joven por Roma para las categorías inferiores. Una vez cumplida la etapa juvenil debutó en la Serie A el 9 de mayo de 1999 en el partido contra el Piacenza. En el mercado de invierno de 2001 es cedido al Hellas Verona de la Serie A donde jugará únicamente cuatro partidos. Las temporadas siguientes disputa el campeonato en la Serie B como cedido en el Palermo y el Cosenza. En la temporada 2003-04 vuelve a ser cedido, esta vez a un equipo de la Serie A, el Empoli disputando ocho partidos. Una vez concluida la cesión, es traspasado a la Salernitana donde goza de continuidad disputando un total de 34 partidos y anotando un gol. En el 2005 es traspasado a la Reggina, en la cual jugará cinco temporadas, cuatro de ellas en la Serie A siendo capitán y referente del equipo. En la temporada 2009-10 Lanzaro es designado capitán del equipo y juega un total de treinta y dos partidos anotando dos tantos. Una vez concluida la temporada, el jugador ficha con la carta de libertad por el Real Zaragoza. El 8 de julio de 2011 renueva por el conjunto blanquillo hasta el 30 de junio de 2013.
Tras disputar unas cuantas temporadas de nuevo en Italia en Serie B y Serie C, volvería a Zaragoza en 2017 para competir en equipos menores de la Tercera División aragonesa. Actualmente reside en la capital maña.
Al finalizar la temporada 2017-18 comienza su carrera como entrenador en el Club Deportivo Huracán de la localidad zaragozana de María de Huerva,  que competiría en Primera Regional de Aragón. En el club sigue disputando partidos como jugador compaginando su faceta de técnico.

## Clubes
| Club                | País   | Año       |
| ------------------- | ------ | --------- |
| A. S. Roma          | Italia | 1998-2000 |
| Hellas Verona F. C. | Italia | 2000-2001 |
| U. S. Palermo       | Italia | 2001-2002 |
| Cosenza Calcio      | Italia | 2002-2003 |
| Empoli F. C.        | Italia | 2003-2004 |
| U. S. Salernitana   | Italia | 2004-2005 |
| Reggina Calcio      | Italia | 2005-2010 |
| Real Zaragoza       | España | 2010-2013 |
| S. S. Juve Stabia   | Italia | 2013-2014 |
| U. S. Salernitana   | Italia | 2014-2016 |
| Foggia Calcio       | Italia | 2016      |
| A. S. Melfi         | Italia | 2016-2017 |
| S. D. Ejea          | España | 2017-2018 |
| S. D. Tarazona      | España | 2018      |